# Hypopyrrhus pyrohypogaster
Hypopyrrhus pyrohypogaster là một loài chim trong họ Icteridae.